# Pesnica
Pesnica è un comune di 7 244 abitanti della Slovenia nord-orientale.